# عامر بن البكير
عامر بن البكير الليثي (المتوفي سنة 12 هـ) صحابي بدري من السابقين إلى الإسلام، شهد غزوات النبي محمد كلها، وقتل في معركة اليمامة.

## سيرته
كان عامر بن البكير بن عبد يا ليل بن ناشب بن غيرة بن سعد بن ليث بن بكر بن عبد مناة بن كنانة من السابقين إلى الإسلام، حيث أسلم مع إخوته عاقل وإياس وخالد في دار الأرقم، كان أبوه البكير بن عبد يا ليل، وقيل اسمه أبو البكير بن عبد يا ليل حليفًا لنفيل بن عبد العُزّى جد عمر بن الخطاب، لذا يُعد عاقل وإخوته حلفاء بني عدي.
هاجر عمر بن البكير مع إخوته إلى يثرب، وآخى النبي محمد بينه وبين ثابت بن قيس بن شماس وقد شهد عامر مع النبي محمد المشاهد كلها، كما شارك بعد وفاة النبي محمد في حروب الردة، وقُتل في معركة اليمامة.